# سیسکانوو
سیسکانوو (انگلیسی: Syskanovo) یک شهرک در شهرستان کارماسکالینسکی استان باشقیرستان کشور روسیه است.